# Этихониды
Этихониды (нем. Etichonen) — династия правителей Эльзаса в период Раннего Средневековья. Существуют версии о франкском, бургундском или вестготском происхождении династии, но достоверно оно не установлено.

## История
Первые упоминания о династии встречается в pagus Attoariensis около Дижона в северной Бургундии. В середине VII века местный герцог по имени Амальгар и его жена Аквилина упоминаются как основатели и покровители монастырей. С помощью денег, полученных от короля франков Дагоберта I и его отца с целью восстановления их лояльности и в качестве компенсации в связи с потерями, которые они понесли в Бургундии как приверженцы королевы Брунгильды и её внука Сигиберта II, Амальгар и Аквилина основали женский монастырь в Брежийе (Bregille) и мужской в Безе. Их владения унаследовал третий ребенок Адальрих, отец герцога Эльзаса Адальриха. Именно Адальрих стал основателем могущественной династии в Эльзасе, получив в итоге герцогский титул. Его прозвище Этихо дало имя династии.
Позже под властью Этихонидов Эльзас был разделён на два графства — Нордгау (Нижний Эльзас) и Зундгау (Верхний Эльзас). Исследователи расходятся во мнении, были ли Этихониды сторонниками или противниками Каролингов, хотя, возможно, обе точки зрения имеют право на существование. Они выступили противниками Карла Мартелла, когда тот в 720-х годах напал на Алеманнию, однако позже поддержали его, когда алеманны под предводительством герцога Теодебальда вторглись в Эльзас в начале 740-х годов.
Одним из потомков Этихонидов был граф Тура Гуго. Его дочь Ирменгарда Турская стала женой Лотаря I и матерью трёх каролингских королей. В X веке Этихониды все ещё были влиятельными графами в Эльзасе, однако их власть была сильно ограничена влиянием Оттонидов. Папа римский Лев IX был прямым потомком последних Этихонидов через своих предков, которые были баронами (графами) в Дабо (фр.) и Эгисхайме в XI веке. На происхождение от Этихонидов претендуют (без серьёзных на то оснований) и другие существующие династии, в том числе Габсбурги.